# Amadotrogus vicinus
Amadotrogus vicinus är en skalbaggsart som beskrevs av Étienne Mulsant 1842. Amadotrogus vicinus ingår i släktet Amadotrogus och familjen Melolonthidae. Inga underarter finns listade i Catalogue of Life.